# ツーソン・サイドワインダーズ
ツーソン・サイドワインダーズ（Tucson Sidewinders）は、AAA級のパシフィックコーストリーグに所属していたマイナーリーグベースボールのチームである。
アメリカ合衆国アリゾナ州ツーソンにある、ツーソン・エレクトリック・パークを本拠地球場としていた。
2009年からはネバダ州リノに移転し、リノ・エーシズとなっている。